# Ferdinandstraße 4 (Mönchengladbach)

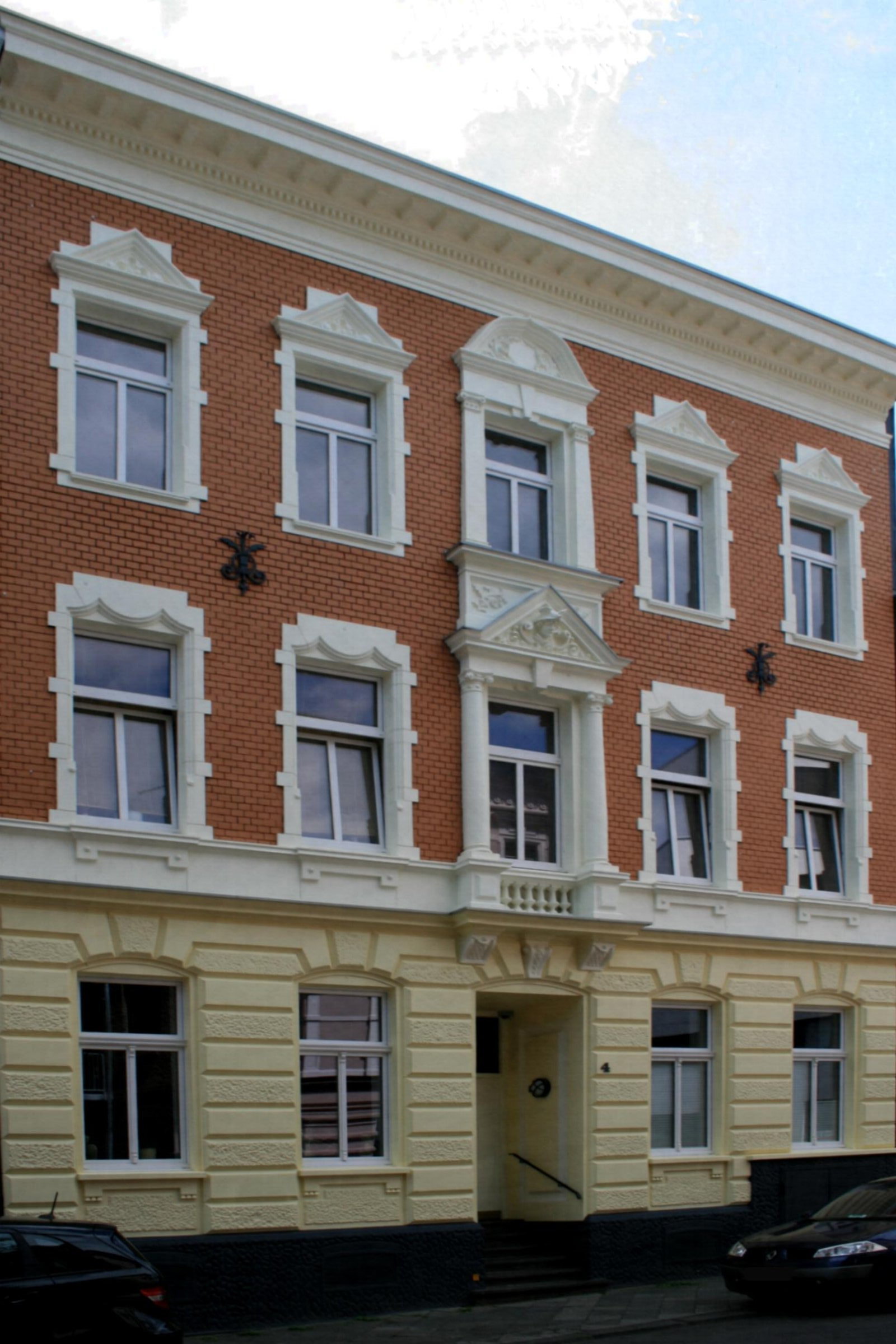
Wohnhaus (2010)

Das Wohnhaus Ferdinandstraße 4 steht in Mönchengladbach (Nordrhein-Westfalen).
Das Gebäude wurde 1891 erbaut. Es ist unter Nr. F 026 am 7. September 1995 in die Denkmalliste der Stadt Mönchengladbach eingetragen worden.

## Architektur
Im nördlichen Stadterweiterungsgebiet unmittelbar vor der die Hermann-Piecq-Anlage überspannenden ehemaligen Eisenbahnbrücke steht das fünfachsiges Mietwohnhaus von drei Geschossen unter flach geneigtem Satteldach; rückwärtig mit langgestrecktem Anbau. Fassadenausführung in einer Kombination von Putz- und Klinkerverwendung; Erdgeschoss in Quader-Bossenimitation, Obergeschosse in Klinkerverkleidung. Axialsymmetrisch gegliederte Fassade mit mittelaxialer Erschließung und Betonung; horizontale Gliederung mittels Stockwerk- und weit vorkragendem Traufgesims über Klötzchenfries.
Alle Fensteröffnungen der Fassade sind gleichförmig hochrechteckig ausgebildet, nach oben von abnehmender Höhe und von geschossweise wechselnder Rahmung. Die Fenster des Erdgeschosses sind schmucklos in die Wandfläche eingeschnitten, segmentbogig überdacht und mit Schlussstein besetzt. Eine modifizierte Vorhangbogenrahmung fasst die Fenster des ersten Obergeschosses ein; das mittlere ist hervorgehoben durch eine kräftig formulierte Ädikulaimitation, die mittels eines Dekorfeldes zum darüberliegenden Fenster überleitet. Im zweiten Obergeschoss sind die Fensteröffnungen mit giebelbekrönter Gebälkfassung geschmückt und das mittlere analog aufwändiger durch rundgiebelverdachte Säulenstellung betont. In der Wandfläche zwischen den beiden Obergeschossen zwei dekorativ ausgebildete Maueranker.